# چقاجنگه سفلی
چقاجنگه سفلی، یکی از قدیمی‌ترین روستاهای شهرستان اسلام‌آباد غرب است، که در وسط آن تپه‌ای باستانی قرار داشته که جزئی از میراث فرهنگی به شمار می‌رود. روستایی از توابع بخش مرکزی شهرستان اسلام‌آباد غرب در استان کرمانشاه ایران است.

## جمعیت
این روستا در دهستان حومه جنوبی قرار دارد و براساس سرشماری مرکز آمار ایران در سال ۱۳۸۵، جمعیت آن ۲۵۵ نفر (۶۳خانوار) بوده‌است.